# Georg Gerstacker
Georg Gerstacker (* 3. Juni 1889 in Nürnberg; † 21. Dezember 1949) war ein erfolgreicher deutscher Ringer.

## Werdegang
Georg Gerstacker gehörte dem ASC „Sandow“ Nürnberg an. 1912 wurde er Sieger der Olympiaausscheidung und vertrat Deutschland bei den Olympischen Spielen 1912 in Stockholm im Ringen der Federgewichtsklasse im griechisch-römischen Stil. Dort schlug er nacheinander den Ungarn Szoszky, die Finnen Risto Mustonen, Havonen, Kangas und Lehmusvirta, den Schweden Johansson und unterlag erst im Finale dem Finnen Kaarlo Koskelo. Er errang damit die Silbermedaille.

## Weitere internationale Erfolge
- 1913 Weltmeisterschafts-Vierter im Leichtgewicht (-67,5 kg!) in Breslau;
- 1914 Europameisterschafts-Zweiter im Federgewicht in Wien hinter dem Ungarn Breznotics;
- 1921 Europameisterschafts-Dritter im Federgewicht in Offenbach hinter Andersson und Hermann Brodbeck, beide Deutschland;
- 1924 Europameister im Fliegengewicht in Neunkirchen/Saar

Deutscher Meister wurde „Schorsch“ Gerstacker 1924, 1925 und 1927, deutscher Vizemeister 1926 und DM-Dritter 1919 und 1922, jeweils im Fliegengewicht (giech.-röm. Stil). 1919 war er Dritter im Federgewicht hinter seinem Vereinskameraden Franz Reitmeier und Hermann Brodbeck, Untertürkheim, geworden.
Gerstacker wog nur wenig mehr als 50 kg und musste so meist gegen weit schwerere Gegner antreten. So wog etwa Koskelo, sein Finalgegner in Stockholm, acht kg mehr als er. Umso bemerkenswerter sind seine Erfolge.